# Igualada
Ne doit pas être confondu avec Iguala, Igual ou Igualeja.
Pour l’article homonyme, voir Igualada (documentaire).
Igualada est une commune de la province de Barcelone, en Catalogne, en Espagne, de la comarque d'Anoia, située à 60 km environ de la capitale catalane.

## Politique et administration

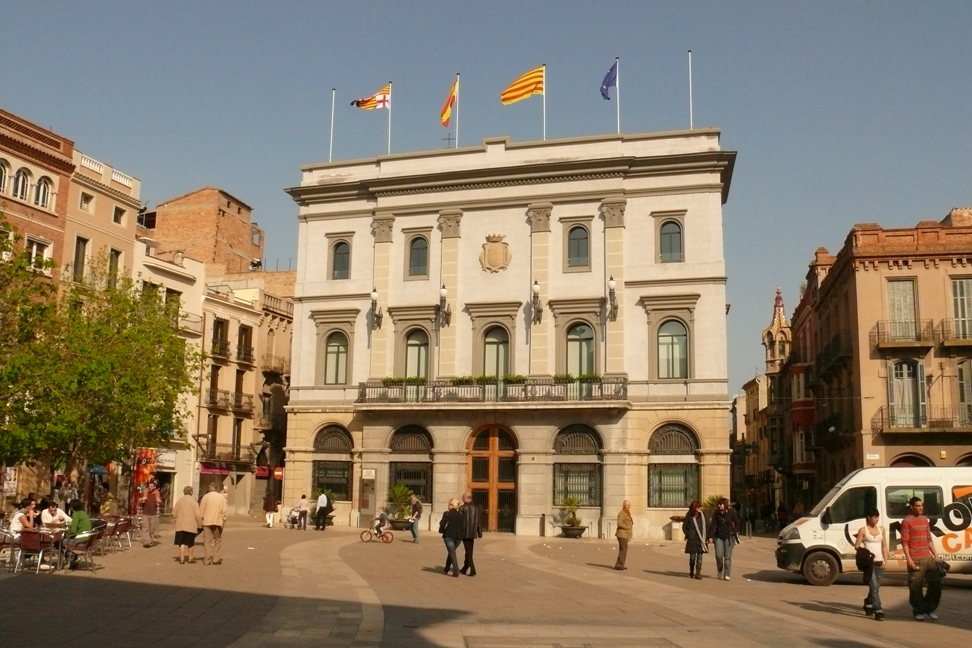
Hôtel de ville d'Igualada.

### Conseil municipal
La ville d'Igualada comptait 39 540 habitants aux élections municipales du 26 mai 2019. Son conseil municipal (en catalan : Ple de l'Ajuntament ; en espagnol : Pleno del Ayuntamiento) se compose donc de 21 élus.
Depuis les premières élections municipales démocratiques de 1979, la ville a majoritairement été dirigée par des maires issus du centre droit nationaliste.

### Maires
| Mandat    | Maire | Maire                    | Parti        | Majorité |
| --------- | ----- | ------------------------ | ------------ | -------- |
| 1979-1983 |       | Manuel Miserachs (ca)    | UDC          | 9 / 21   |
| 1983-1987 |       | Manuel Miserachs (ca)    | UDC          | 10 / 21  |
| 1987-1991 |       | Manuel Miserachs (ca)    | UDC          | 11 / 21  |
| 1991-1995 |       | Ramon Tomàs (ca)         | UDC          | 10 / 21  |
| 1991-1995 |       | Jordi Aymamí (ca) (1992) | PSC          | 7 / 21   |
| 1995-1999 |       | Josep Maria Susanna      | CDC          | 9 / 21   |
| 1999-2003 |       | Jordi Aymamí (ca)        | PSC          | 10 / 21  |
| 2003-2007 |       | Jordi Aymamí (ca)        | PSC          | 10 / 21  |
| 2007-2011 |       | Jordi Aymamí (ca)        | PSC          | 10 / 21  |
| 2011-2015 |       | Marc Castells (ca)       | CDC          | 10 / 21  |
| 2015-2019 |       | Marc Castells (ca)       | CDC / PDeCAT | 11 / 21  |
| 2019-2023 |       | Marc Castells (ca)       | PDeCAT       | 9 / 21   |
| 2023-2027 |       | Marc Castells (ca)       | JxI          | 10 / 21  |

## Culture locale et patrimoine

### Lieux et monuments
Enric Miralles et Carme Pinós y ont construit un cimetière (Cimetière d'Igualada) entre 1985 et 1994.

### Personnalités liées à la commune
- Joseph Marie Vilaseca i Aguilera (1831-1910) fondateur des missionnaires et des sœurs de saint Joseph.
- Gaspar Camps i Junyent (1874-1942), artiste né à Igualada ;
- Joan Llacuna (1905-1974), poète, né à Igualada ;
- Josep Munné i Sampere (1926-1978), joueur de football né à Igualada, père de l'acteur Pep Munné;
- Ramon Enrich (1968-), peintre et sculpteur né à Igualada ;
- Àngels Chacón (1968-), femme politique née à Igualada[1];
- Jordi Savall (1941-), musicien et compositeur ;
- Lloll Bertran (1957-), actrice;
- Diana Gómez (1989-), actrice;
- Llúcia Garcia (2005-), actrice[2].